# Gunnar Heidar Thorvaldsson
Gunnar Heidar Thorvaldsson (Gunnar Heiðar Þorvaldsson), född 1 april 1982 i Vestmannaeyjar, är en isländsk före detta fotbollsspelare. 

## Klubbkarriär
Från IBV Vestmannaeyjar kom Thorvaldsson sommaren 2004 till allsvenska Halmstads BK. Den nästföljande säsongen vann han den allsvenska skytteligan med 16 mål. Sommaren 2006 gick han vidare till Bundesligalaget Hannover 96. Under debutsäsongen i Hannover drogs han med skadeproblem och hade svårt att ta en plats i laget. I augusti 2007 lånades han ut till Vålerenga IF i norska Tippeligaen. Efter mycket skadeproblem i Esbjerg fB avslutades Thorvaldssons kontrakt.

Thorvaldssons moderklubb, ÍBV, erbjöd honom ett treårskontrakt, men han valde att tacka nej och flyttade tillbaka till Sverige. IFK Norrköping var en av nykomlingarna i Sveriges högsta fotbollsserie Allsvenskan, året 2011. Thorvaldsson skrev på ett treårskontrakt med klubben som han säsongen 2012 gjorde 17 mål för som slutade på en fin femteplats i tabellen.
Den 5 augusti 2013 skrev Thorvaldsson på ett två års kontrakt med den turkiska nykomlingen Konyaspor. I juli 2014 skrev han på ett kontrakt fram över säsongen 2016 med BK Häcken.

## Landslagskarriär
Thorvaldsson gjorde landslagsdebut för Island den 30 mars 2005 mot Italien.